# Milicia Voluntaria para la Seguridad Nacional
La Milicia Voluntaria para la Seguridad Nacional (en italiano: Milizia Volontaria per la Sicurezza Nazionale, abreviado MVSN) fue un cuerpo de milicias que formó parte de las Fuerzas Armadas de la Italia fascista. Debido al color de su uniforme, sus miembros fueron conocidos popularmente como Camisas negras (en italiano: Camicie Nere), aunque también fueron referidos como escuadristas (en italiano: squadristi). Probablemente inspiradas por los "camisas rojas" de Garibaldi, su actividad se enmarca desde el período de entreguerras hasta el final de la Segunda Guerra Mundial (conocido como Italia fascista). El término se aplicó a distintos grupos que imitaron el uniforme, como los blackshirts de la Unión Británica de Fascistas y los camisas pardas (SA) vinculadas al Partido Nacionalsocialista alemán.
Los camisas negras fueron organizados por Benito Mussolini como el instrumento de acción violenta por parte de su movimiento fascista. Sus dirigentes fundadores fueron intelectuales nacionalistas, oficiales en retiro del ejército, miembros del cuerpo especial Arditi y jóvenes terratenientes que se oponían a los sindicatos de obreros y campesinos del entorno rural. Sus métodos se hacían cada vez más violentos a medida que crecía el poder de Mussolini, y usaron la violencia, la intimidación y el asesinato contra sus oponentes políticos y sociales. Entre sus componentes, muy heterogéneos, se incluían delincuentes y oportunistas en busca de suerte fácil.

## Historia

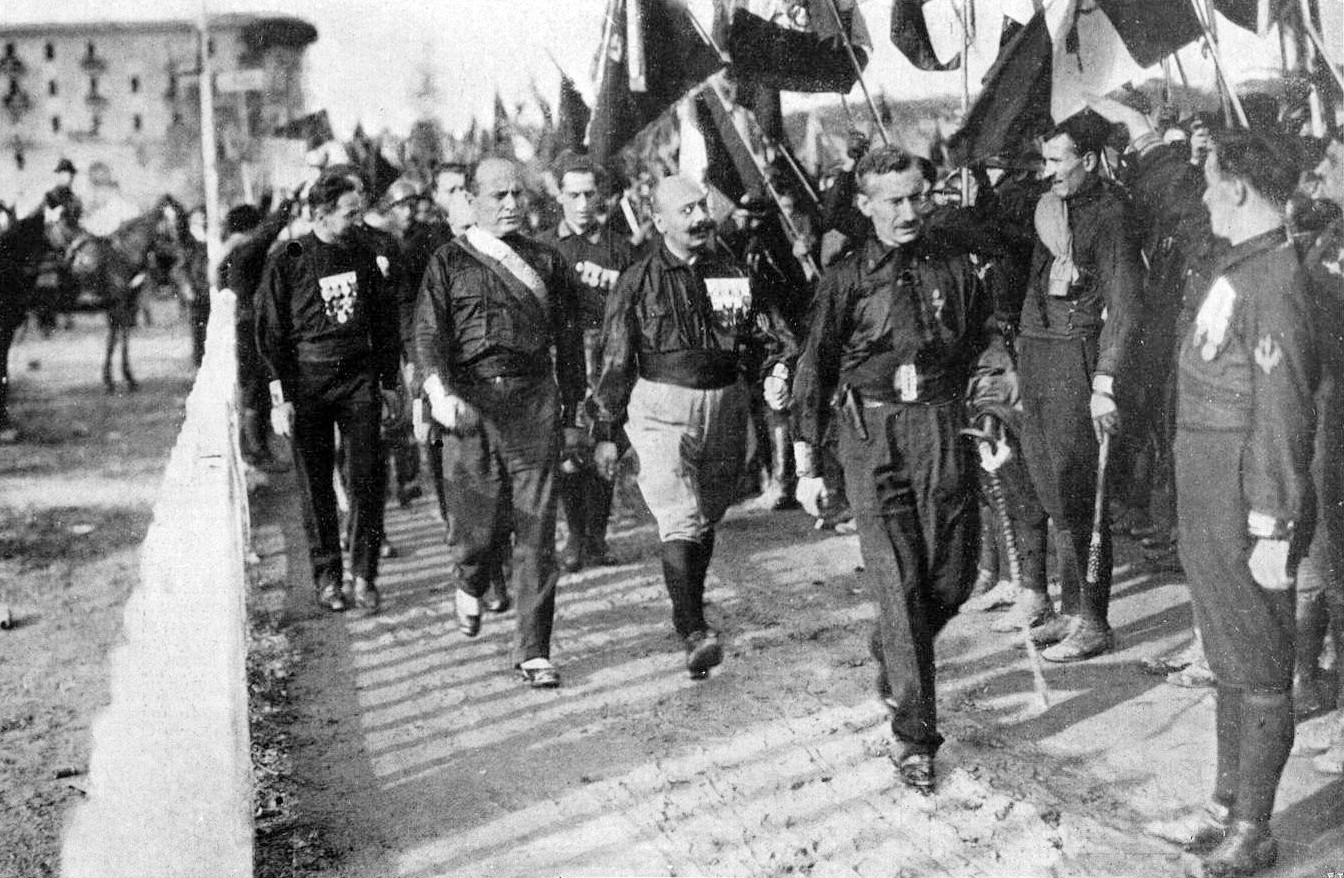
Benito Mussolini y sus camisas negras durante la Marcha sobre Roma.

Los camisas negras nacieron con el nombre de squadristi en 1919 y llegaron a ser unos 200 000 durante la Marcha sobre Roma (del 27 al 29 de octubre de 1922). En 1922 los squadristi se reorganizaron como milicia (milizia) y formaron numerosas banderas (bandiere). El 1 de febrero de 1923 se redenominaron MVSN (Milizia Volontaria per la Sicurezza Nazionale: ‘milicia voluntaria para la seguridad nacional’), que funcionó hasta el armisticio italiano en 1943.
La Milicia Voluntaria para la Seguridad Nacional surgió de la exigencia del Partito Nazionale Fascista (Partido Nacional Fascista), recién llegado al poder, de convertir las escuadras de acción fascistas en una auténtica milicia reconocida por el Estado. Benito Mussolini encargó a una comisión compuesta por Emilio De Bono, Cesare Maria De Vecchi, Aldo Finzi, Italo Balbo y Attilio Teruzzi que estudiara la cuestión.
La comisión realizó un proyecto para la formación y organización de un cuerpo de voluntarios encuadrado en el ejército nacional mediante el reclutamiento regular en un tramo de edad comprendido entre los 17 y los 50 años. El proyecto fue aprobado tras la deliberación en el Gran Consejo Fascista el 12 de enero de 1923, después de haber recibido la aprobación del consejo de ministros el 28 de diciembre de 1922, por el Real Decreto n.º 31 del 14 de enero de 1923. La Milicia recibe así el espaldarazo legal que la constituye como Guardia Armata della Rivoluzione (‘guardia armada de la revolución’) «al servicio de Dios y de la Patria».
La MVSN estaba bajo las órdenes de la Presidencia del Consejo de Ministros y, por ley, tenía como función el mantenimiento del orden público en territorio italiano y defender los intereses nacionales. En caso de movilización, el Real Decreto n.º 31/1923 establecía que podía ser incorporada al Ejército o la Marina.
El Real Decreto n.º 1292 del 4 de agosto de 1924 convirtió a la MVSN en Fuerza Armada del Estado, con dependencia del Ministerio de la Guerra, el Ejército Real y la Real Marina (por la Especialidad Artillería Marítima) en mérito a los repartos de instrucción y de uso militar. El decreto sancionó en el artículo 1 que «El MVSN es parte de las Fuerzas Armadas del Estado. Sus miembros prestan juramento de fidelidad al rey y están sujetos a las mismas disposiciones disciplinarias y penales de los que pertenecen al Ejército Real». Con referencia a este último inciso, algunos miembros del Partido Nacional Fascista (PNF) definieron la medida reglamentaria como la «castración» de la milicia.
Durante la Segunda Guerra Mundial tomaron parte, en el interior de Italia, en acciones de represión antiguerrilla. En muchas ocasiones, en que no conseguían localizar a los partisanos, descargaban su rabia sobre la población civil en terribles represalias, especialmente al final de la guerra, cuando la República de Saló ejerció un breve control sobre zonas del norte. En aquella coyuntura, cuando caían presos por los partisanos o los aliados, eran directamente fusilados como criminales de guerra, o sufrían castigos aún más crueles, como se describe en la película Novecento. La República de Saló, último territorio fascista en el norte de Italia ocupado por Alemania, reformó el MVSN redenominándolo Guardia Nazionale Repubblicana (GNR).

## Organización

### Organización básica
Benito Mussolini fue el comandante general de la Milicia, con el grado de Primo Caporale d'Onore (Primer Cabo de Honor) pero las funciones ejecutivas fueron desempeñadas por el jefe de Estado Mayor, que regía el Comando General. El MVSN fue organizado a imitación del ejército romano, por lo que los términos usados derivan de las estructuras militares de la antigua Roma, no de los usados en los ejércitos regulares europeos:
- Zona = división
- Legione (legión) = regimiento, cada legión era una unidad de milicia que consistía en un pequeño cuadro activo y una gran reserva de voluntarios civiles.
- Coorte (cohorte) = batallón
- Centuria (centuria) = compañía
- Monopolo (manípulo)= pelotón
- Squadra (escuadra) = escuadrón

Estas unidades se subordinaban con una estructura triangular:
- 3 escuadras= 1 manípulo
- 3 manípulos = 1 centuria
- 3 centurias = 1 cohorte
- 3 cohortes = 1 legión
- 3 legiones = 1 división

o bien
- 3 o más legiones = 1 zona

### Organización territorial
La organización original del MVSN consistía en 15 zonas que controlaban 133 legiones (una por provincia) de tres cohortes cada una y un Grupo Independiente que controlaba 10 legiones. En 1929 se reorganizó en cuatro raggruppamenti, y en octubre de 1936 se volvió a reorganizar en 14 zonas sobre 133 legiones con dos cohortes cada una, una de hombres entre 21 y 36 años y otra de hasta 55 años, más las unidades especiales de Roma, de la Isla de Ponza, los Moschettieri del Duce (‘mosqueteros del duce’, de uniforme negro, que actuaban como guardia personal de Mussolini), la Milicia Albanesa (cuatro legiones) y la Milicia Colonial del MVSN en África con siete legiones.
También hubo milicias especiales de seguridad, que incluían:

#### Milicia de Seguridad
- Milicia colonial.
- Milicia de fronteras.
- Milicia de artillería antiaérea.
- Milicia de artillería naval.
- Milicia sanitaria.
- Asistencia espiritual de la milicia.

#### Organización juvenil de la milicia
- Milicia ruolo Opera Nazionale Balilla
- Milicia ruolo Fasci Giovanili di Combattimento
- Milicia ruolo Gioventù Italiana del Littorio
- Milicia Universitaria

#### Milicias especiales
- Milicia ferroviaria.
- Milicia forestal.
- Milicia portuaria.
- Milicia postelegráfica.
- Milizia Stradale.

## Graduaciones

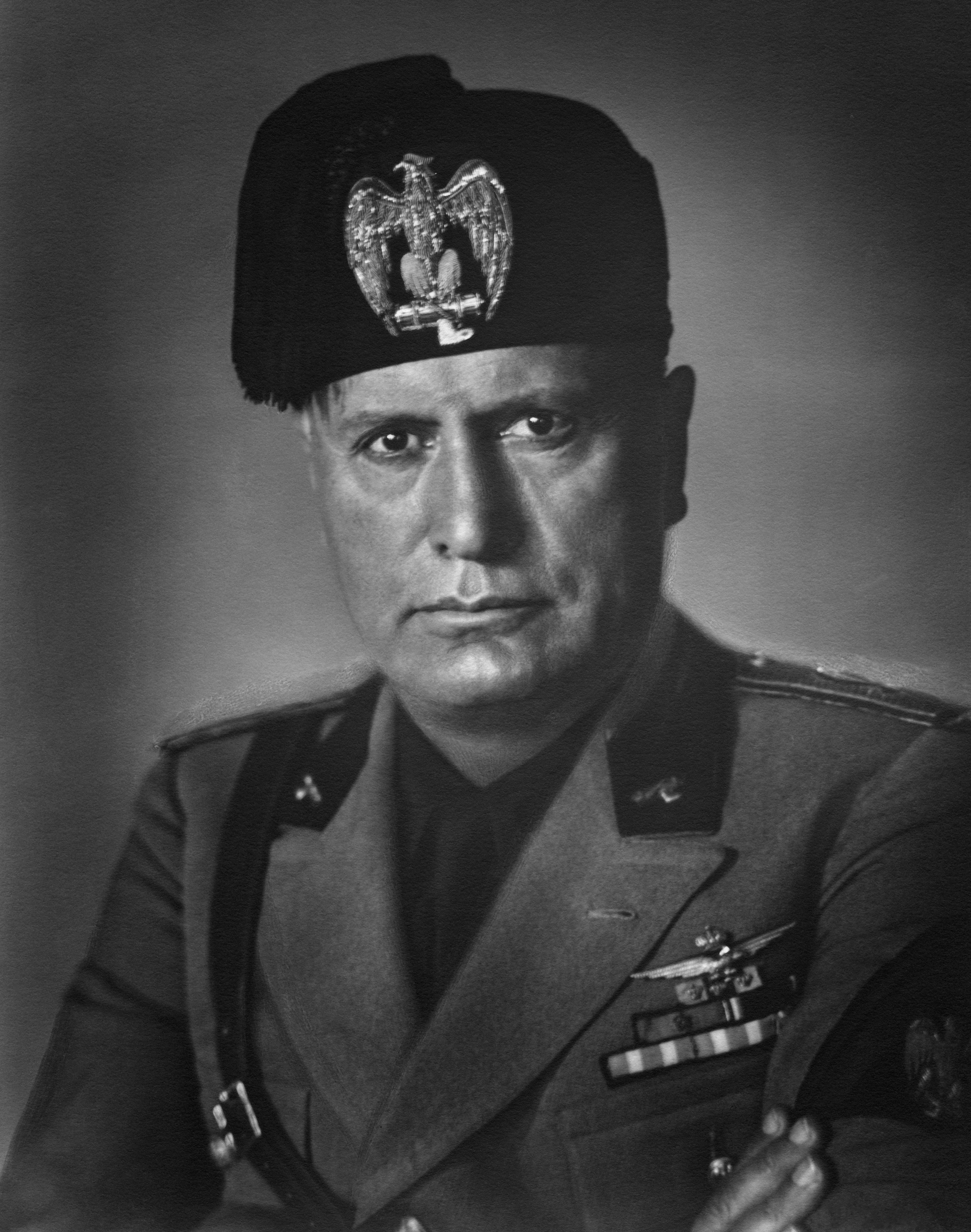
Benito Mussolini como cabo primero honorario del MVSN.

Mussolini como comandante en jefe (Comandante Generale) fue nombrado cabo primero honorario (primo caporale onorario) en 1935 y Adolf Hitler fue nombrado cabo honorario (caporale onorario) en 1937. Todos los demás rangos se correspondían en cierto modo a los del ejército de la Antigua Roma:
- comandante generale
- comandante
- console generale
- console, al mando de una legión
- primo seniore (teniente coronel)
- seniore, al mando de una cohorte
- centurione, al mando de una centuria
- capomanipolo
- sottocapomanipolo
- aspirante sottocapomanipolo
- primo aiutante
- aiutante capo
- aiutante
- primo capo squadra
- capo squadra
- vicecapo squadra
- camicia nera scelta
- camicia nera

### Correspondencia de las graduaciones de la milicia con las del ejército regular

#### Oficiales
| Ejército Real                                            | MVSN                                |
| -------------------------------------------------------- | ----------------------------------- |
| Generale d'armata general de ejército                    | Comandante generale                 |
| Generale di corpo d'armata general de cuerpo de ejército | Luogotenente generale capo di S. M. |
| Generale di divisione general de división                | Luogotenente generale               |
| Generale di brigata general de brigada                   | Console generale                    |
| Colonnello coronel                                       | Console                             |
| Tenente colonnello teniente coronel                      | Primo seniore                       |
| Maggiore comandante                                      | Seniore                             |
| Capitano capitán                                         | Centurione                          |
| Tenente teniente                                         | Capo manipolo                       |
| Sottotenente subteniente                                 | Sotto capo manipolo                 |

#### Suboficiales y tropa
| Ejército real                      | MVSN                |
| ---------------------------------- | ------------------- |
| Maresciallo maggiore gran mariscal | Primo aiutante      |
| Maresciallo capo mariscal de campo | Aiutante capo       |
| Maresciallo ordinario mariscal     | Aiutante            |
| Sergente maggiore sargento mayor   | Primo capo squadra  |
| Sergente sargento                  | Capo squadra        |
| Caporale maggiore cabo mayor       | Vice capo squadra   |
| Caporale cabo                      | Camicia nera scelta |
| Appuntato                          | Camicia nera        |
| Soldato soldado raso               | —                   |

## Orden de batalla de una división de camisas negras (1935)
- Cuartel General de la División
- 3 legiones con dos batallones de fusileros, 1 compañía de ametralladoras y una batería de artillería montada (65L17) cada una
- 1 batallón de artillería (del ejército regular con 3 baterías, 65L17).
- 1 compañía de ingenieros (del ejército y camisas negras).
- 2 batallones de reemplazo (1 de infantería y 1 mixto).
- 1 sección médica
- 1 sección logística
- 1 unidad de mulas (con 1600 mulas).
- 1 unidad mixta de camiones (con 80 camiones ligeros).

Los batallones de fusileros de camisas negras tenían 3 compañías de fusileros cada una, pero carecían de compañía de ametralladoras. Las compañías de fusileros tenían 3 pelotones de 3 escuadras con una ametralladora ligera cada una. Cada legión tenía una compañía de ametralladoras con 4 pelotones de tres ametralladoras cada una (más 2 de reserva). Los batallones de reemplazo de camisas negras se organizaban como los batallones de fusileros de camisas negras, pero su pelotón estaba reforzado (tenía 60 hombres cada uno) y solo había una ametralladora por pelotón.

## Participación en conflictos bélicos

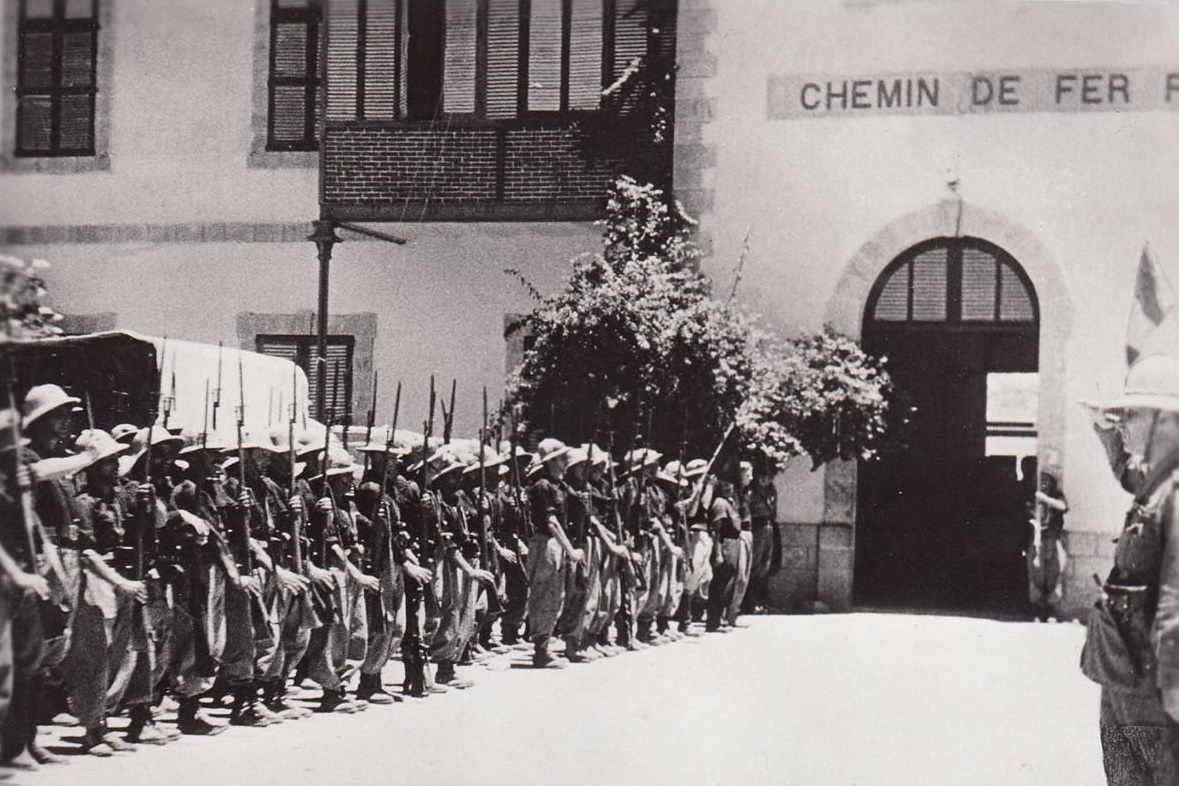
Camisas negras en la campaña de Etiopía

Tras jurar fidelidad a Víctor Manuel III el 28 de octubre de 1924, la Milicia se ocupaba preferentemente de la preparación de las jóvenes formaciones y participó en algunas operaciones de socorro de localidades afectadas por desastres naturales (como Valtelina en 1926). En 1928 el Estado Mayor impulsó el proceso de integración del MVSN en la estructura del Ejército Real, y en 1934 se reforzó dicha integración al empezar a realizar maniobras conjuntas ambos cuerpos.

### Libia (1923)
Puede considerarse que la primera intervención militar de la Milicia fue en Libia en septiembre de 1923. Tres legiones intervinieron en los combates de Beni Ulid, El Regima, El Zuetina y Got el Sass. Su buena actuación convenció al gobierno de crear otras dos legiones, una estacionada en Trípoli y otra en Bengasi.

### La Campaña de Etiopía
Para la fecha de la invasión de Etiopía de 1935, ya se habían formado siete divisiones de camisas negras:
- 1.ª División de Camisas Negras 23 de marzo
- 2.ª División de Camisas Negras 28 de octubre
- 3.ª División de Camisas Negras 21 de abril
- 4.ª División de Camisas Negras 3 de enero
- 5.ª División de Camisas Negras 1 de febrero
- 6.ª División de Camisas Negras Tevere
- 7.ª División de Camisas Negras Cirene (Cirenaica en español).

La 1.ª y 6.ª divisiones fueron enviadas a Etiopía y tomaron parte en la guerra. La 7.ª nunca fue desplegada fuera de Italia y ni siquiera fue equipada completamente antes de ser desmantelada.

### Guerra civil española
Durante la guerra civil española se enviaron tres divisiones de camisas negras a España integradas en el Corpo di Truppe Volontarie (CTV). Las divisiones de camisas negras estaban formadas por soldados regulares y voluntarios de la milicia del partido fascista. Las divisiones estaban motorizadas en parte.
La centuria Indómita de camisas negras italianas fue casi destruida cerca de Brihuega (Batalla de Guadalajara), en el Palacio de Ibarra, por sus compatriotas antifascistas del Batallón Garibaldi de la XII Brigada Internacional.
- 1.ª división de camisas negras Dio lo Vuole (Dios lo quiere).
- 2.ª división de camisas negras Fiamme Nere (Llamas negras).
- 1.ª división de camisas negras Penne Nere (Plumas negras).

Tras la batalla de Guadalajara en abril de 1937, la 3.ª División fue disuelta y consolidada con la 2.ª División. Después de la campaña del Norte en octubre de 1937, la 2.ª División fue consolidada con la 1.ª y renombrada "División XXIII de Marzo "Llamas Negras""

### Segunda Guerra Mundial
El 10 de junio de 1940, el día en que Italia declaró la guerra a los Aliados, la MVSN disponía de 340.000 hombres encuadrados en 220 batallones, más 81 batallones costeros, 51 territoriales y 29 compañías costeras. Aproximadamente 85.000 hombres estaban encuadrados en servicios de artillería antiaérea, en 22 legiones. La artillería naval, subordinada a la armada, estaba formada por 10 legiones; las orgánicas eran de origen heterogéneo: generalmente integradas por oficiales de artillería en la reserva y personas exentas de otros servicios militares.
La MSVN se organizó en tres divisiones (la 1.ª, 2.ª y 4.ª, todas las cuales se perdieron en la campaña del norte de África). A finales de 1942 se estaban formando una cuarta división (la "M") y una quinta (la "Africa").
Mussolini también programó crear 142 batallones de combate de la MVSN de 650 hombres cada uno para proporcionar un grupo de asalto (Gruppo di Assalto) a cada división regular. Estos grupos estaban formados por dos cohortes, cada una formada por 3 centurias de 3 manípulos con tres escuadras cada una, más una compañía de apoyo (Gruppo Supporto) de dos manípulos con tres ametralladoras pesadas cada uno y dos manípulos de morteros de 81 mm, cada uno con dos piezas.
La experiencia operativa demostró que las divisiones binarias del ejército italiano eran demasiado pequeñas y carecían de poder de fuego y armamento pesado. Para suplir dicha carencia, a finales de 1941 se crearon grupos móviles para constituir el tercer regimiento de cada división del ejército italiano. Estos grupos móviles sufrieron muchas bajas debido a que estaban mal mandados, mal equipados y mal entrenados. Las tres divisiones fueron destruidas en combate en el norte de África. Las divisiones del MVSN combatieron en todos los escenarios en los que lo hizo el ejército italiano.

#### Grecia
Desde octubre de 1940 al final de la campaña de Grecia en abril de 1941, la MVSN desplegó 56 batallones. Las bajas fueron muy graves: se perdieron 27 batallones y otros 7 tuvieron que ser fusionados.
Al final de la campaña, los batallones que se habían distinguido en combate se transformaron en "batallones M", la flor y nata de los batallones de la MVSN. Su símbolo era una "M" roja atravesada por un hacha dorada. La "M" era el acrónimo de "Mussolini", y en su himno se autoproclamaban "batallones de la muerte creados para la vida".
Los primeros batallones en transformarse en "M" fueron los de la agrupación del general Galbiati y los dos de la Legión Leonessa, formados por soldados procedentes de Brescia.

#### Campaña del Norte de África
Las tres divisiones presentes en el norte de África resistieron la ofensiva inglesa que terminó por ocupar Cirenaica.

#### África Oriental Italiana
El 10 de junio de 1940 había 255.950 hombres en las colonias italianas del África oriental, distribuidos de la siguiente forma: 181.895 soldados coloniales, 47.412 del ejército real y 26.643 de la MVSN.
En el África Oriental, las tropas de la MVSN (unos 30 batallones) tomaron parte en las operaciones contra la Somalia británica, en la batalla de Cheren, la caída de Gondar en noviembre de 1941 y combatiendo como bandas armadas en la provincia de Galla Sidama.

#### Frente oriental

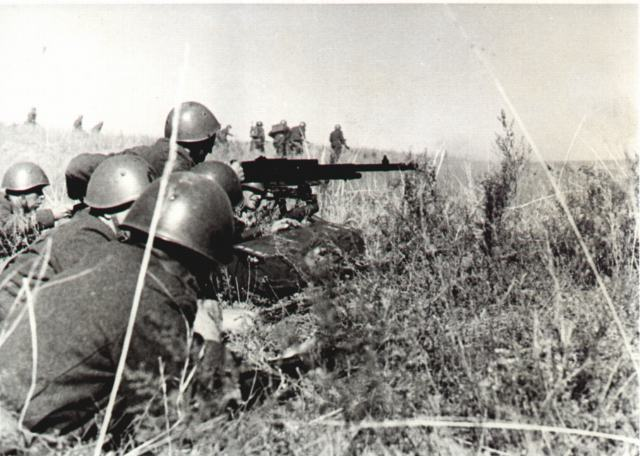
Camisas negras de la MSVN en el Frente oriental

La ofensiva soviética de 1942 llevó a la destrucción de cerca de doce batallones de la MSVN (cayeron cerca del 90% de los comandantes de batallón, el 70% de los oficiales y el 55% de los soldados).
En mayo de 1943 se creó la división acorazada Camicie Nere M, compuesta por unos 5.700 hombres, veteranos de los frentes griego y ruso y de voluntarios. El mantenimiento logístico de la unidad estaba a cargo de los alemanes. Disponía de treinta y seis blindados (tanques Pz.IV G. y Pz.III N, y cañones de asalto StuG III), cañones anticarro y antiaéreos de 88 mm. Ese mismo año algunos batallones de asalto y costeros de la MVSN participaron en la defensa de la costa siciliana contra los desembarcos aliados.

## Influencia en otros países
Su ethos y uniforme fueron imitados por otros que compartían una ideología similar al fascismo italiano:
- Alemania: Los nacionalsocialistas reservaron las guerreras negras del uniforme para las fuerzas de élite del Tercer Reich (SS o SchutzStaffel) y las camisas pardas para las SA (SturmAbteilung), de función similar a las camisas negras italianas. Sin embargo, a veces algunos miembros de las SS empleaban camisas pardas como personalización de su uniforme, pese a que posteriormente este color de camisa fue sustituido por otras variedades.
- Argentina: Camisas negras argentinos, de la Legión Cívica Argentina de José Félix Uriburu.
- Brasil: Camisas verdes para el integralismo brasileño (fundado por Plínio Salgado).
- Canadá: Los Blueshirts (‘Camisas azules’) del Canadian National Socialist Unity Party (partido de unidad nacional socialista canadiense).
- Chile: Camisas grises, del Movimiento Nacista de Jorge González Von Marées y Carlos Keller.
- China: Sociedad de las Camisas Azules.
- España: Camisas azules para la Falange Española fundada por José Antonio Primo de Rivera.
- Estados Unidos: Los Silver shirts (‘Camisas plateadas’) de la Silver Legion of America fundada por William Dudley Pelley.
- Francia: Camisas azules de la Solidarité Française y del Parti Franciste.
- Irlanda: Los Blueshirts (‘Camisas azules’) de Eoin O'Duffy y su Army Comrades Association (asociación de camaradas del ejército).
- México: Acción Revolucionaria Mexicanista (los llamados Camisas doradas).
- Perú: Legión de Camisas negras; a fines de 1933 se creó la Legión de Camisas Negras, conformada por la juventud del partido. Era común por esos años verlos entrenar en la playa La Herradura o en Limatambo, preparándose para el «combate» contra los apristas, a quienes llamaban despectivamente «aprocomunistas» o «búfalos». El 4 de noviembre de 1933 hicieron su primera aparición en una ceremonia de homenaje en el mausoleo de Sánchez Cerro. El saludo fascista, con la diestra en alto, también fue adoptado por los camisas negras en esta especie de «fascismo criollo» peruano.
- Reino Unido: Camisas negras para la British Union of Fascists (Unión Británica de Fascistas) fundada por sir Oswald Mosley.
- Uruguay: Camisas grises, editores de la publicación Alerta durante los años 30.
- Nicaragua: Camisas Azules, jóvenes intelectuales no necesariamente violentos que apoyaban al dictador Anastasio Somoza García en los años 1930 a 1940.